# スロ・コルッカ
スロ・オンニ・コルッカ（Sulo Onni Kolkka, 1904年12月20日 - 1988年8月21日）は、フィンランドの軍人で、狙撃手。フィンランドとソビエト連邦の間で起こった冬戦争において400名以上を射殺したとされ、同じくフィンランド軍狙撃兵で殺害戦果記録保持者でもあるシモ・ヘイヘと並び称された。最終階級は曹長。

## 経歴
1904年、カレリア地峡に程近いサッキヤルヴィにて生まれ、ケワタガモ猟を営みながら育つ。正式な記録は残っておらず、軍への入隊時期は不明だが、1939年の冬戦争開戦時には既にフィンランド陸軍に在籍していたとされる。
この戦争においてフィンランドは数多くの優れた狙撃兵を輩出したが、コルッカの戦績は開戦当初から突出しており、押し寄せる赤軍兵士を射殺して確認戦果を量産し、シモ・ヘイヘはこの活躍を耳にしてからコルッカに倣い、自らも確認戦果を記録する様になったとされる。
冬戦争後の動向は不明だが、1988年に死去した。83歳没。

## 戦果

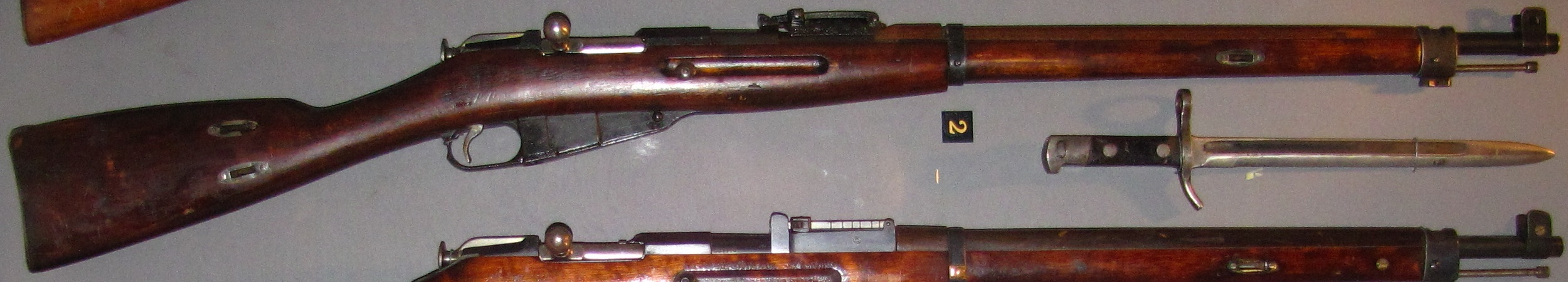
モシン・ナガンM28

コルッカは単独での戦闘を得意としていたとされ、しばしば赤軍の進攻ラインの後方まで進出し、白夜と雪が覆う深い森で多数のソ連兵を狙撃した。敵軍の狙撃兵と1対1の決闘を行ったという逸話も残されており、数日間の追跡行の末、600ヤード (550m) の距離から放った一撃で敵狙撃兵を仕留めたという。
スコープ無しのフィンランド製モシン・ナガンM28またはM28-30小銃の使用や、終戦までの105日間で達成した400名以上の狙撃による殺害、さらにスオミKP31サブマシンガンによる200名以上の殺害といった記録は、シモ・ヘイヘの装備や技術、戦果と重なる部分がある。また、フィンランド軍に正式な記録も残されていないため、コルッカの戦績は、ソ連軍狙撃兵の好敵手として演出されたエルヴィン・ケーニッヒのように架空のものとする説がある。肯定的な説として、ケーニッヒ同様に、資料は意図的に抹消されたから残っていないとの主張もある。